# Coreanos en Japón
Se denomina coreanos en Japón a las personas de dicha etnia que residen permanentemente en ese país. En la actualidad constituyen el segundo mayor grupo étnico minoritario de Japón. A la mayoría ellos se les llama coreanos zainichi (a menudo zainichi (在 日) a secas; esta palabra por sí misma significa 'permanecer en Japón' e implica residencia temporal).
El término "coreano zainichi" se utiliza para describir a aquellos coreanos que residen permanentemente en Japón y que tienen sus raíces en el periodo del imperialismo japonés en Corea, para distinguirlos de la posterior ola de inmigrantes coreanos que llegaron a Japón en su mayoría en la década de 1980. El término abarca a los coreanos que han conservado su nacionalidad o joseonita (Corea antigua, no dividida), surcoreana o norcoreana, e incluso a veces incluye a ciudadanos japoneses de origen coreano que adquirieron la nacionalidad japonesa por naturalización o por nacimiento de uno o ambos padres de nacionalidad japonesa.

## Estadísticas

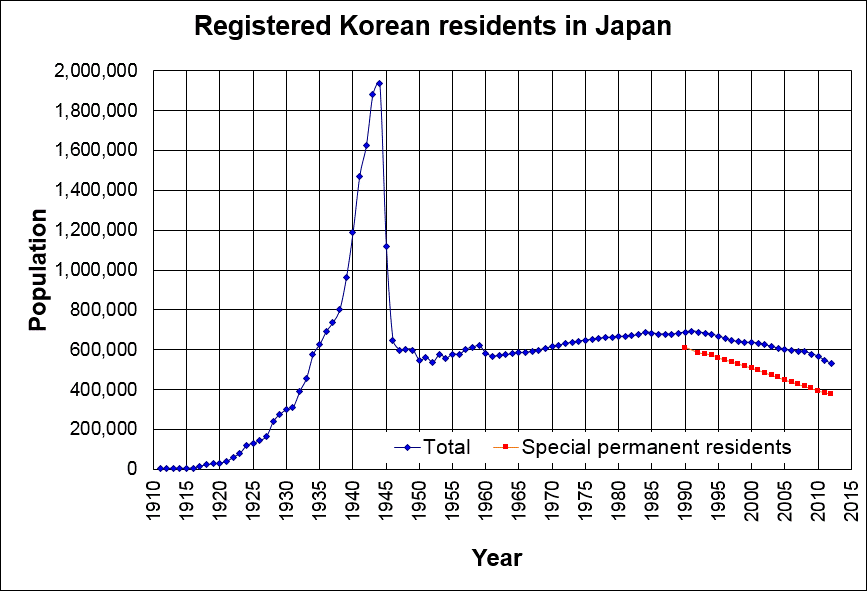
Restricciones de paso de la península de Corea (abril 1919-1922), Gran terremoto de Kantō (1923), restricciones de paso de Busan (octubre de 1925), apertura de agencia de viajes independiente por parte de los coreanos entre Jeju y Osaka (abril de 1930), Park Choon-Geum, fue elegido para la Cámara de Representantes de Japón (febrero de 1932), eliminación de las restricciones de la contratación civil de la península de Corea (septiembre de 1939), reclutamiento público de la península de Corea (marzo de 1942), conscripción de coreanos para trabajo forzado (septiembre de 1944), final de la Segunda Guerra Mundial e inicio de la repatriación (1945), Levantamiento de Cheju (abril de 1948), la Guerra de Corea (junio de 1950), el Movimiento de regreso a Corea del Norte (diciembre de 1959 a 1983), Tratado sobre las relaciones básicas entre Japón y la República de Corea (1965), (1977-1983, ratificación japonesa de la Convención sobre el Estatuto de los Refugiados (1982), Juegos Olímpicos de Seúl (1988), Corea del Sur, Crisis financiera asiática (1997).

Según los datos estadísticos de la Oficina de Inmigración de Japón, las cifras fueron las siguientes en 2020:
- Personas con estatus de residente permanente (general y categorías especiales): 373,575
- Estudiantes coreanos en Japón: 12,854
- Total: 454,122

## Historia

### Orígenes
Los actuales coreanos zainichi pueden encontrar su diáspora a principios del siglo XX en el periodo de la ocupación japonesa de Corea. En 1910, y como resultado del tratado de anexión Japón-Corea, los coreanos se convirtieron automáticamente en súbditos del Imperio del Japón. Mientras que los japoneses siguen afirmando que la colonización japonesa supuso el pistoletazo de salida de la difunta economía feudal de Corea y que la mayor parte de la inmigración se debió a la inmigración voluntaria en busca de mejores oportunidades económicas, los coreanos reivindican que fue en gran medida la política japonesa de confiscación de terrenos y producción que sufrieron los agricultores de Corea durante la década de 1910 la que provocó la ola de emigrantes forzados durante la década de 1920. Durante la Segunda Guerra Mundial, un gran número de coreanos fueron también reclutados por Japón, muchos de ellos obligados a trabajar en condiciones de esclavitud, sobre todo en la minería en condiciones infrahumanas. Otra ola de migración se inició después de que Corea del Sur fuese devastada por la guerra de Corea en la década de 1950. También cabe destacar el gran número de refugiados de la insurrección de Jeju.
Las estadísticas en materia de inmigración Zainichi son escasas. Sin embargo, en 1988, Mindan, un grupo de jóvenes llamado Zainihon Daikan Minkoku Seinenkai (재일본대한민국청년회, 在日本大韓民国青年会), publicó un informe titulado "Padre, cuéntanos acerca de ese día. Informe para recuperar nuestra historia" (アボジ聞かせて あの日のことを—我々の歴史を取り戻す運動報告書); el informe incluye una encuesta sobre las razones para la inmigración de la primera generación de coreanos. El resultado fue 39,6% a causa del expolio de terrenos y la hambruna, 13,3% debido al reclutamiento forzoso, 17,3% por razones matrimoniales y familiares, 9,5% por estudios, 20,2% por otras razones y 0,2% por causas desconocidas. El estudio excluyó a aquellos que fueran menores de 12 años cuando llegaron a Japón.

## La oposición de la ultraderecha japonesa: la Zaitokukai

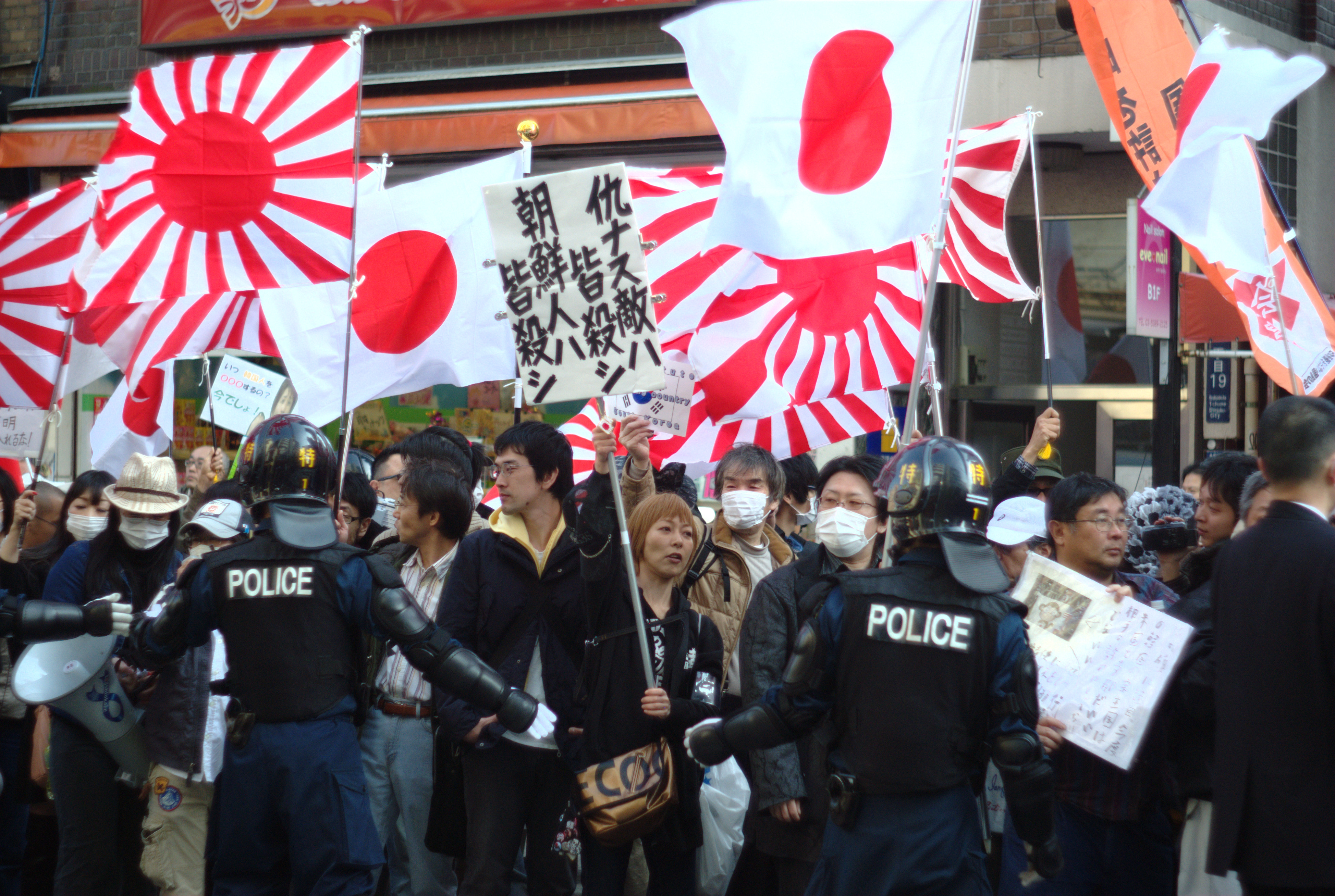
Manifestación de la Zaitokukai de 2013. En el cartel se dice: "Los coreanos deben ser masacrados".

En 2007 se fundó una organización de ultraderecha con el nombre de "Zainichi Tokken o Yurusanai Shimin no Kai" (在日特権を許さない市民の会 'Asociación de Ciudadanos contra los Privilegios Especiales de los Zainichi'), conocida popularmente como Zaitokukai. En algún momento llegó a alcanzar los quince mil miembros y está muy activa en Internet. También ha llevado a cabo manifestaciones contra los supuestos privilegios de los Zainichi, así como contra la inmigración y los inmigrantes en general.

## Enlaces
- South Korean Residents Union in Japan (Mindan) (Coreano, Japonés, Inglés)
- History of Mindan (Inglés)
- Periódico En línea Zainichi Coreano y Mindan (Inglés)
- The Federation of Korean Associations, Japan (Coreano, Japonés)
- North Korean Residents Union in Japan (Joseon Chongryon) (Coreano, Japonés)
  - Selection of articles on Koreans in Japan from pro-DPRK "People's Korea"
- The Han World Archivado el 15 de noviembre de 2004 en Wayback Machine. - un site para coreanos residentes en Japón.
- The Self-Identities of Zainichi Koreans - Un escrito sobre los Zainichi.
- MINTOHREN: Jóvenes Coreanos contra la discriminación étnica en Japón
- Panel discussion in San Francisco Artículo del Nichi Bei Times
- Testing Tolerance: Fallout from North Korea's Nuclear Program Hits Minorities in Japan Artículo del Proyecto de Un Lenguaje Común
- Japan Times: "Jóvenes 'Zainichi' Coreanos miran más allá de la ideología Chongryon"
- "De Corea a Kyoto; Capítulo Uno de Comunidad, Democracia, y Acción: la Práctica Urbana del Higashi-Kujo Madang de Kyoto
- Patrones migratorios de los residentes coreanos en el barrio de Ikuno en Osaka ―Japanese Journal of Human Geography― 人文地理

- Datos: Q533312
- Multimedia: Koreans in Japan / Q533312